# Evghenii Paton
Evghenii Paton (n. 5 martie 1870, Nisa, Franța – d. 12 august 1953, Kiev, RSS Ucraineană, URSS) a fost un inginer, constructor de poduri, specialist în domeniul sudării, fondator de școală în domeniul sudării și construcției de poduri. Academician al Academiei de științe din Republica Sovietică Socialistă Ucraineană (din 1929).

## Biografie
Este fiul lui Oskar Paton. A absolvit institutul Politehnic de la Dresda (Germania)în anul 1894 și institutul inginerilor de căi ferate din Sankt-Petersburg (1896). A predat la școala de ingineri de la Moscova (1898-1904), la Institutul Politehnic din Kiev (1904-1938) cu întrerupri, iar din anul 1905 este profesor la acest institut. A fost conducătorul stației de încercare a podurilor de la Kiev (1921-1931), organizator și conducător al laboratorului de sudură al Academiei de Stiințe din Ucraina (1929-1934), director al Institutului de sudură electrică al Academiei de Științe din Ucraina (1934-1953). În anii 1945-1952- vice-președinte al Academiei de științe din Ucraina. A fost membru PCUS din anul 1944.

## Creația științifică[5]
Domeniile principale de preocupări ale lui Paton au fost: 
- teoria și practica construcției de poduri
- sudura electrică
- teoria rezistenței construcțiilor sudate

Prin experiențe a demonstrat rezistența construcțiilor sudate. A elaborat proiecte de poduri deschise metalice sudate, a cercetat condițiile de funcționare a acestora, a sugerat metode de restaurare a podurilor distruse. A condus construcția unor poduri. 

## Distincții
- Numele lui a fost acordat Institutului de sudură al Academiei de științe din Ucraina
- Erou al muncii socialiste din URSS (1943)[6]
- Om de știință emerit din Ucraina (1940)
- Premiul de Stat al URSS (1941)